# Feira de Móveis e Fornecedores do Estado de São Paulo
A Feira de Móveis e Fornecedores do Estado de São Paulo (Movinter) é uma feira realizada anualmente na cidade de Mirassol, no estado de São Paulo, desde 1995. É um evento dirigido a empresários do setor, sendo o acesso do público restrito. Paralelamente à feira, ocorre a Mostra de Design e a Rodada Internacional de Negócios, com importadores de vários países.
Em sua edição de 2006, reuniu 138 expositores de nove estados do Brasil, movimentando mais de 170 milhões de reais, consolidando a feira como importante ponto de referência para o setor na América do Sul. Recebeu também compradores estrangeiros de 14 diferentes países, contabilizando mais de 31 mil visitantes.